# Ковариантный вектор
В линейной алгебре ковариантный вектор на векторном пространстве — это то же самое, что и линейная форма (линейный функционал) на этом пространстве.
В дифференциальной геометрии ковариантный вектор на дифференцируемом многообразии — это гладкое сечение кокасательного расслоения. Эквивалентно, ковариантный вектор на многообразии M — это гладкое отображение тотального пространства касательного расслоения M в R, ограничение которого на каждый слой — это линейный функционал на касательном пространстве. Это запишется так:
{\displaystyle \alpha :TM\rightarrow {\mathbf {R} },\quad \alpha _{x}=\alpha |_{T_{x}M}:T_{x}M\rightarrow {\mathbf {R} }}
где αx линейно.

## Ко- и контравариантные векторы в пространствах (на многообразиях) с невырожденной метрикой
Далее подразумевается, что на пространстве, в котором существуют описанные объекты (или на многообразии, в касательном пространстве которого они существуют), задана невырожденная метрика.

### Соответствие между векторами и ковекторами
Если определён невырожденный метрический тензор, то формально «ковариантный вектор» и «контравариантный вектор» можно считать просто разными представлениями (записями в виде набора чисел) одного и того же геометрического объекта — обычного вектора. То есть один и тот же вектор может быть записан как ковариантный (то есть через набор ковариантных координат) или контравариантный (то есть через набор контравариантных координат). Преобразование одного представления в другое осуществляется просто свёрткой с метрическим тензором:
{\displaystyle \ v_{i}=g_{ij}v^{j}}
{\displaystyle \ v^{i}=g^{ij}v_{j}}
(здесь и ниже подразумевается суммирование по повторяющемуся индексу, по правилу Эйнштейна).

### Различие между векторами и ковекторами
Содержательно векторы и ковекторы различают по тому, какое из представлений для них естественно. Так, для ковекторов — например, для градиента — естественно разложение по дуальному базису, так как их естественная свёртка (скалярное произведение) с обычным вектором (например, смещением) осуществляется без участия метрики, просто суммированием перемноженных компонент. Для обычных же векторов (к которым принадлежит и само смещение по пространственным координатам {\displaystyle dx^{i}}) естественно разложение по главному базису, так как они свёртываются с другими обычными векторами, такими как вектор смещения по пространственным координатам, с участием метрики. Например, скаляр {\displaystyle \ d\varphi =(\partial _{i}\varphi )\,dx^{i}} получается (как полный дифференциал) свёртыванием без участия метрики ковариантного вектора {\displaystyle \ \partial _{i}\varphi }, являющегося естественным представлением 1-формы градиента, подействовавшей на скалярное поле, с контравариантным вектором {\displaystyle \ dx^{i}}, являющимся естественным представлением обычного вектора смещения по координатам; при этом сам с собой {\displaystyle \ dx^{i}} свёртывается с помощью метрики: {\displaystyle \ (dx)^{2}=g_{ij}\,dx^{i}\,dx^{j}}, что находится в полном согласии с тем, что он контравариантный.
Если речь идёт об обычном физическом пространстве, простым признаком ковариантности/контравариантрности вектора является то, как свёртывается его естественное представление с набором координат пространственного перемещения {\displaystyle \ dx^{i}}, являющегося образцом контравариантного вектора. Те, что свёртываются с {\displaystyle \ dx^{i}} посредством простого суммирования, без участия метрики, — это ковариантные векторы (1-формы); в противном случае (свёртка требует участия метрики) это контравариантные векторы. Если же пространство и координаты полностью абстрактны и нет способа различить главный и дуальный базис, кроме как произвольным условным выбором, то содержательное различие между ковариантными и контравариантными векторами пропадает или становится также чисто условным.
Вопрос о том, является ли именно то представление, в каком мы видим объект, естественным для него, затронут уже чуть выше. Естественным для обычного вектора является контравариантное представление, для ковектора же — ковариантное.